# Монталегро
Монталегро (итал. Montallegro) је насеље у Италији у округу Агриђенто, региону Сицилија.
Према процени из 2011. у насељу је живело 2327 становника. Насеље се налази на надморској висини од 119 м.

## Географија
| Клима (Монталегро)       | Клима (Монталегро) | Клима (Монталегро) | Клима (Монталегро) | Клима (Монталегро) | Клима (Монталегро) | Клима (Монталегро) | Клима (Монталегро) | Клима (Монталегро) | Клима (Монталегро) | Клима (Монталегро) | Клима (Монталегро) | Клима (Монталегро) | Клима (Монталегро) |
| Показатељ \ Месец        | .Јан.              | .Феб.              | .Мар.              | .Апр.              | .Мај.              | .Јун.              | .Јул.              | .Авг.              | .Сеп.              | .Окт.              | .Нов.              | .Дец.              | .Год.              |
| ------------------------ | ------------------ | ------------------ | ------------------ | ------------------ | ------------------ | ------------------ | ------------------ | ------------------ | ------------------ | ------------------ | ------------------ | ------------------ | ------------------ |
| Средњи максимум, °C (°F) | 10,1 (50,2)        | 11,3 (52,3)        | 13,6 (56,5)        | 16,4 (61,5)        | 22,4 (72,3)        | 27,8 (82)          | 31,4 (88,5)        | 31,8 (89,2)        | 26,9 (80,4)        | 20,9 (69,6)        | 15,7 (60,3)        | 11,4 (52,5)        | 31,8 (89,2)        |
| Средњи минимум, °C (°F)  | 3,5 (38,3)         | 3,6 (38,5)         | 5,2 (41,4)         | 6,8 (44,2)         | 10,8 (51,4)        | 14,7 (58,5)        | 17,3 (63,1)        | 17,6 (63,7)        | 15,0 (59)          | 11,5 (52,7)        | 8,2 (46,8)         | 5,3 (41,5)         | 3,5 (38,3)         |
| [ тражи се извор ]       |                    |                    |                    |                    |                    |                    |                    |                    |                    |                    |                    |                    |                    |

## Становништво
| 1931. | 1936. | 1951. | 1961. | 1971. | 1981. | 1991. | 2001. | 2011. |
| ----- | ----- | ----- | ----- | ----- | ----- | ----- | ----- | ----- |
| 2.849 | 3.062 | 3.644 | 3.548 | 3.018 | 3.168 | 3.515 | 2.732 | 2.543 |